# Chjami Aghjalesi
 (septembre 2023).
Si vous disposez d'ouvrages ou d'articles de référence ou si vous connaissez des sites web de qualité traitant du thème abordé ici, merci de compléter l'article en donnant les références utiles à sa vérifiabilité et en les liant à la section « Notes et références ».
Les Chjami Aghjalesi (/ˌcami aɟaˈlɛzi/) sont un groupe de musique corse fondé en 1977 par des lycéens et des étudiants issus du quartier San Ghjiseppu à Bastia.
Le nom du groupe, littéralement "les appels de l'aire de battage du blé", sera proposé par Antoine Amadei, à l'époque professeur d'histoire-géographie au collège Saint-Joseph. Alain Nicoli (aujourd'hui disparu), Mai Pesce, Saveriu Luciani, Camille Albertini, Patriziu Croce, Petru Fondacci, Tony Pesce et François Pesce vont constituer le premier noyau. Leur premier disque Nant'à u solcu di a Storia  (Dans le sillon de l'Histoire) sort en mai 1979. Il témoigne d'une véritable volonté des jeunes chanteurs originaires de la région bastiaise de perpétuer la mémoire et les traditions insulaires tout en participant au mouvement de renaissance culturelle engagé depuis le début des années 1970 par le groupe Canta U Populu Corsu.
Le groupe se structure au fil du temps et s'impose dès le milieu des années 1980 comme une référence de la musique corse avec les sorties remarquées d'albums à fort engagement politique comme Cuntrasti è riccucate ou encore Populu vivu. Promouvant une libération nationale corse inspirée par le socialisme, I chjami aghjalesi ont adapté en langue corse plusieurs chants révolutionnaires russes, catalans ou encore sud-américains. Le groupe a également à son actif de nombreuses chansons liées au quotidien et à des thèmes universels.
Alliant musique traditionnelle, chants sacrés et polyphoniques, Chjami Aghjalesi reste aujourd'hui un véritable pilier de la musique corse.

## Compilations et albums lives
- Canti per u presepiu (2002)

- Teatru di Bastia 30 anni DVD (2007)